# Lindebeuf
Lindebeuf è un comune francese di 355 abitanti situato nel dipartimento della Senna Marittima nella regione della Normandia.

## Società

### Evoluzione demografica
Abitanti censiti